# وفیق سامرایی

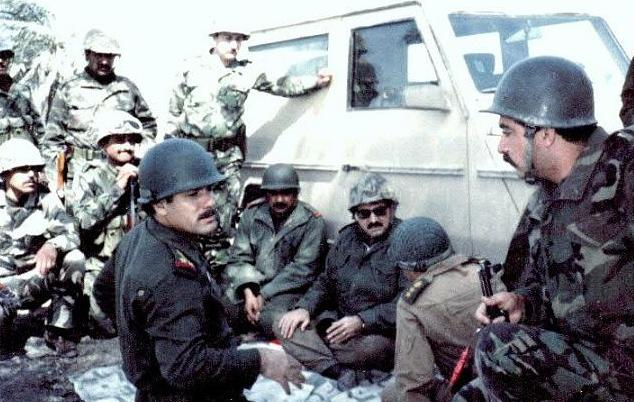
وفیق السامرایی (سمت چپ مرکز) در حین جنگ ایران و عراق - ۱۹۸۶

وفیق عجیل همود سامرایی با نام عربی (وفیق عجیل حمود السامرائیّ) (زادهٔ ۱ ژوئیه ۱۹۴۷ در سامرا – مرگ ۲۹ اوت ۲۰۲۲) ژنرال عراقی و رئیس سابق اطلاعات نظامی عمومی عراق بود.

## حرفه نظامی
سامرایی به عنوان معاون رئیس اطلاعات نظامی در سال ۱۹۸۸ در طول خدمت نسل‌کشی انفال، در اطلاعات عراق در طول جنگ ایران و عراق و رئیس سازمان اطلاعات نظامی در سال ۱۹۹۰. منصوب شد

## فرار
او در دسامبر ۱۹۹۴ متواری شد و تا کرکوک گریخت، سپس ۳۰ ساعت پیاده‌روی کرد تا از مرز به منطقه کردستان شمالی عبور کند. او ابتدا با احمد چلبی، رهبر کنگره ملی عراق متحد شد. آنها یک جنگ کوچک را در مارس ۱۹۹۵ بین گروه‌های کرد و ارتش عراق دامن زدند که وقتی شورشیان نتوانستند حمایت هوایی ارتش آمریکا را تضمین کنند، اشتباه پیش رفت. السامرایی ابتدا به سوریه نقل مکان کرد و سرانجام در سال ۱۹۹۸ راهی لندن شد و در آنجا رهبری یک گروه مخالف به نام شورای عالی نجات ملی را بر عهده گرفت که مقر آن در دانمارک است.
زیر فرار او، قصی حسین مقامات ارشد عراقی، از جمله گفت رعد الحمدانی، که السامرائی یک عامل مخفی جلال طالبانی و ایران از سال ۱۹۸۲ بوده‌است. سرگرد سابق ژنرال میزهر رشید الطرفا العبیدی از اطلاعات عراق مدعی شد که السامرایی فرار کرده‌است زیرا معتقد است در شرف دستگیری است.

## پس از حمله به عراق
در سال ۲۰۰۳، او به زادگاهش سامرا، عراق بازگشت و در آنجا ماند تا اینکه در سال ۲۰۰۵ به عنوان مشاور امنیت ملی رئیس‌جمهور جلال طالبانی منصوب شد و به منطقه سبز در بغداد نقل مکان کرد. او در سال ۲۰۰۸ پس از کشف اسنادی مبنی بر نقش داشتن وی در عملیات نیروهای عراقی علیه شورشیان در قیام‌های ۱۹۹۱ از سمت خود برکنار شد.
در ۶ مارس ۲۰۰۸، وب‌سایت ریاست‌جمهوری عراق تصمیم قضایی برای لغو تمامی محدودیت‌های اعمال شده بر ژنرال وفیق سامرایی، از جمله مسدود کردن دارایی‌های وی را منتشر کرد، پس از آن که عدنان البدری، قاضی دادگاه عالی جنایی اعلام کرد که در تحقیقات انجام شده هیچ مدرکی در دخالت داشتن سامرایی در سال ۱۹۹۱ حملات ارتش عراق به کردها و شیعیان پیدا نکرد.
اما سامرایی راهی لندن شد و اعلام کرد که در آینده به عراق باز نخواهد گشت.

## آثار
کتاب حطام البوابه الشرقیه که در ایران با نام ویرانی دروازه شرقی ترجمه شده‌است؛ در سال ۱۹۹۷ به زبان عربی نگاشته شد. وفیق سامرایی مطالب خود را در ۵ بخش؛ «جنگ‌های عراق با ایران»، «بعد از جنگ با ایران»، «اشغال کویت و جنگ عراق و متحدین»، «صدام و امنیت او در عراق» و «حرکت‌های مردمی و مخالفان علیه صدام» تنظیم کرده‌است.

## مرگ
وفیق سامرایی در ۲۹ اوت ۲۰۲۲ در لندن درگذشت.